# Pandemis
Genre
Pandemis est un genre de lépidoptères (papillons) de la famille des Tortricidae.

## Liste des espèces rencontrées en Europe
- Pandemis cerasana (Hübner, 1786) - Tordeuse des arbres fruitiers
- Pandemis chondrillana (Herrich-Schäffer, 1860)
- Pandemis cinnamomeana (Treitschke, 1830)
- Pandemis corylana (Fabricius, 1794) - Tordeuse du coudrier
- Pandemis dumetana (Treitschke, 1835)
- Pandemis heparana (Denis & Schiffermüller, 1775)